# Stade Roumdé Adjia
Das Stade Roumdé Adjia ist ein Fußballstadion mit Leichtathletikanlage in der kamerunischen Stadt Garoua, Hauptstadt der Region Nord. Es ist die Heimspielstätte des Fußballvereins Cotonsport Garoua.

## Geschichte
Die 1978 fertiggestellte Anlage liegt etwa drei Kilometer vom Stadtzentrum im Département Bénoué. Am 16. November 2008 fand hier das Finalrückspiel der CAF Champions League 2008 zwischen Cotonsport Garoua und al Ahly Kairo (2:2) statt. Es wurde für den Afrika-Cup 2019 renoviert und bietet gegenwärtig 25.000 Plätze. Im November 2018 wurde Kamerun das Turnier wegen Verzögerungen bei den Bauten und der Infrastruktur entzogen und an Ägypten vergeben. Es ist als einer von sechs Austragungsorte des Afrika-Cup 2022 vorgesehen.

## Spiele des Afrika-Cup 2022
Geplant sind acht Partien der Kontinentalmeisterschaft im Stade Roumdé Adjia.
- 11. Jan. 2022, 17:00 Uhr, Gruppe D:  Nigeria –  Ägypten 1:0 (1:0)
- 11. Jan. 2022, 20:00 Uhr, Gruppe D:  Sudan –  Guinea-Bissau 0:0
- 15. Jan. 2022, 17:00 Uhr, Gruppe D:  Nigeria –  Sudan 3:1 (2:0)
- 15. Jan. 2022, 20:00 Uhr, Gruppe D:  Guinea-Bissau –  Ägypten 0:1 (0:0)
- 18. Jan. 2022, 20:00 Uhr, Gruppe C:  Ghana –  Komoren 2:3 (0:1)
- 19. Jan. 2022, 20:00 Uhr, Gruppe D:  Guinea-Bissau –  Nigeria 0:2 (0:0)
- 23. Jan. 2022, 20:00 Uhr, Achtelfinale:  Nigeria –  Tunesien 0:1 (0:0)
- 29. Jan. 2022, 20:00 Uhr, Viertelfinale:  Burkina Faso –   Tunesien 1:0 (1:0)